# Martlets de McGill

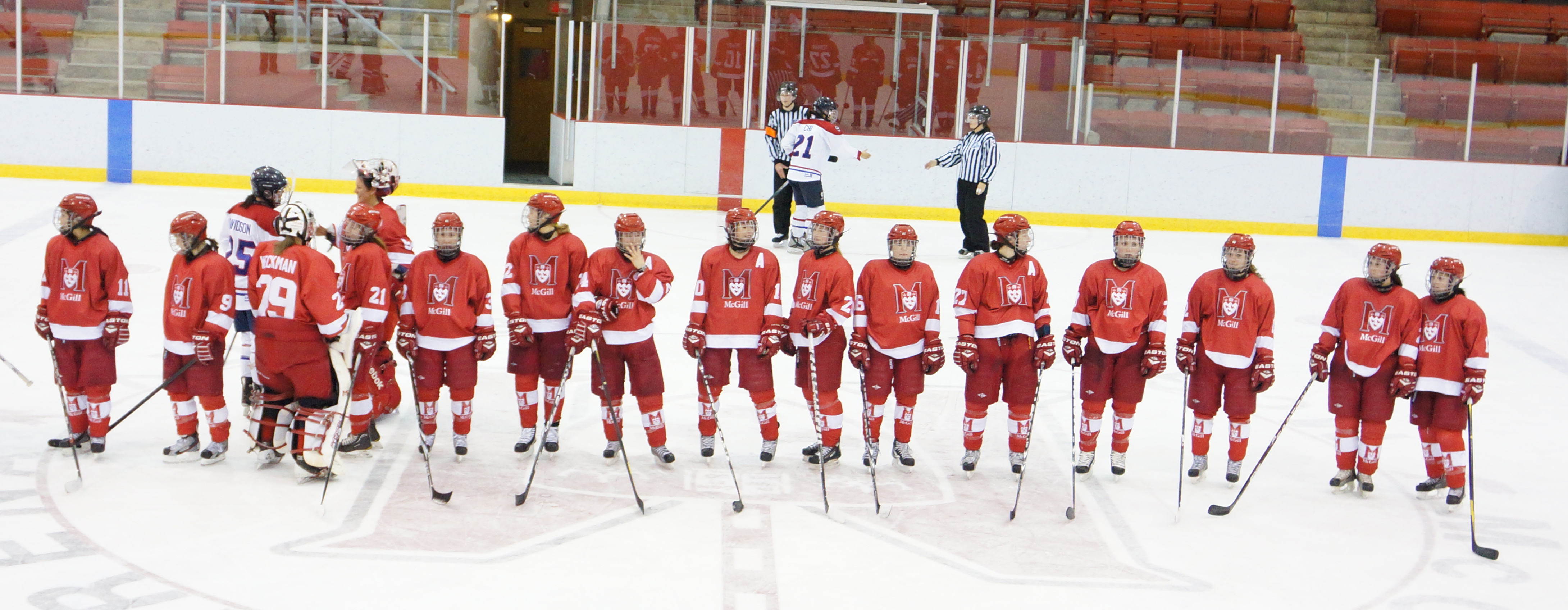
Les couleurs des Martlets de McGill sont le rouge et le blanc.

Les Martlets de McGill sont une équipe féminine de hockey sur glace à Montréal, au Québec. Les Martlets défendent les couleurs de l'Université McGill sur les scènes provinciale du Réseau du sport étudiant du Québec (RSEQ) et nationale du U Sports et parfois même internationale, notamment aux Universiades, communément appelées les Jeux mondiaux universitaires.
L'équipe de hockey masculin de l'Université McGill porte le nom des Redbirds de McGill.

## Organisation
Les Martlets de McGill sont liés aux Redbirds de McGill et relèvent de la même direction à savoir le département des sports de l'université (McGill Athletics & Recreation). Drew Love en est le directeur executif actuel. Les matchs a domiciles sont disputés à l'Aréna McConnell située à l’arrière du Stade Percival-Molson.

## Toponymie
L'origine du nom anglophone Martlet est utilisé en référence aux armoiries de l'Université McGill qui comprennent trois martinets. Ces oiseaux font partie originellement de l'écusson de la famille James McGill, fondatrice de l'université McGill. La Fondation Martlet de McGill, créée en 1954, utilise ce symbole héraldique. La Fondation est une organisation de philanthropie venant en aide à l'athlétisme chez les étudiantes et étudiantes de l'Université McGill, ceci principalement à travers son programme de bourses. Dans la même lignée, les différentes équipes féminines de l'Université McGill adoptent le nom de "Martlets» en 1976.

## Histoire
En 115 ans d'histoire du hockey féminin à l'Universitaire McGill (1896 à 2011), les hauts et bas se succèdent au fil des décennies. Lorsque les femmes commencent à jouer au hockey sur glace en 1896 à l'Université McGill, elles sont vêtus de longues jupes et doivent se faire discrètes. Aucun homme n'est autorisé à les regarder jouer. Les seules exceptions sont l'arbitre et le préposé de l'aréna, qui surveille l'entrée principale. L'interdiction est levée quelques années plus tard.
L'équipe féminine de McGill participe au premier championnat féminin provincial de l'Ontario en 1914. En 1921, l'Université de Toronto bat en finale l'Université McGill lors du premier championnat universitaire féminin. Les Lady Blues de l'Université de Toronto (en) vont remporter 11 titres de championnat, comparativement à deux titres pour l'équipe de l'Université Queen’s (en) et aucun titre pour McGill. La ligue universitaire féminine est dissoute en 1933.
En raison de la Grande Dépression et des difficultés financières des départements de sports dans les universités canadiennes, le temps de jeu sur les patinoires est devenu plus rare pour les femmes. De 1936 à 1948 il n'y a aucune compétition dans la Women's Interuniversity Athletics Union (WIAU).

Un regain se manifeste dans les années 1960. En 1963, David Kerr, un membre de l'équipe de hockey des Redbirds de McGill accepte de prêter main-forte à la renaissance de l'équipe de hockey féminin de McGill. En 2006, David Kerr et son épouse Sheryl Drysdale (le couple s'est rencontré à McGill lors des matchs de hockey féminin) font don de $ 1 million de dollars pour le programme hockey des Martlets de McGill. 

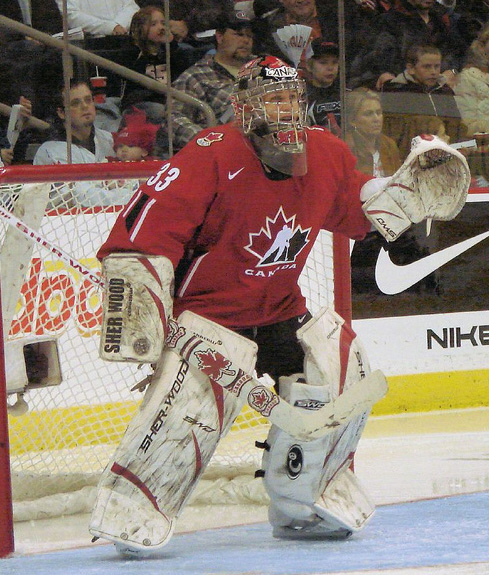
Kim St-Pierre est élue sur les équipes d’étoiles universitaires pendant plus de 4 saisons

C'est le don est le plus important jamais fait à un programme sportif féminin dans les universités canadiennes. Le don permet à une équipe d'entraîneurs d'assumer un rôle à temps plein avec l'équipe féminine. De plus, il y a maintenant un dépisteur chez les Martlets pour le recrutement des joueuses du collégial
Après avoir remporté le championnat du Québec en 1985, McGill réussit à se qualifier pour les séries éliminatoires qu'une seule fois dans les 13 années suivantes. 1986 à 1997: c'est la dèche chez les Martlets. Le redressement commence avec l'arrivée de la gardienne de but, Kim St-Pierre en 1998.. Sa solide performance sur la glace au cours de ses 4 années universitaires aide les Martlets à redevenir plus compétitif dans la association québécoise (RSEQ) et à se qualifier pour les séries éliminatoires du championnat canadien U Sports. Kim St-Pierre s'implique aussi beaucoup hors de la glace, dans le vestiaire et à l'extérieur du campus auprès des jeunes filles hockeyeuses. Elle devint une ambassadrice des Martlets. Les Martlets ont depuis remporté dix championnats de conférence québécoise et trois championnats nationaux canadiens.

## Parcours des dernières saisons
Les Martlets de McGill sont classés l'équipe universitaire n ° 1 dans le pays pour l'ensemble de la saison 2006-07. En fin de saison, les Martlets sont couronnés championnes nationales du Québec et médaillés d'argent aux championnats Canadiens (défaite de 4-0 en grande finale face aux Pandas de l'Université de l'Alberta). Un exploit compte tenu que 9 de leurs 21 joueuses sont des recrues de première année.
Lors de la saison 2007-08, les Martlets ont une fiche invaincue de 33 victoires - 0 défaite contre leurs adversaires. Ceci est un record historique  du championnat universitaire canadien. Après avoir été invaincues en saison régulière et en séries éliminatoires (7 victoires -0 défaites), les Martlets décrochent le titre national le 10 mars 2008, à Ottawa, avec une victoire de 2-0 contre les Golden Hawks de l'Université Wilfrid Laurier.
En 2008-09, les Martlets de McGill sont de nouveau les championnes féminines de hockey universitaire du Canada pour la deuxième année consécutive. En finale, les Martlets défont les Golden Hawks de Wilfrid Laurier par un score de 3-1.
En 2009-10, les Martlets font preuve de malchance et ne sont pas en mesure de remporter leur troisième championnat en autant d'année. Lors de la grande finale, les Pandas de l'Alberta battent les Martlets au compte de 2-0.
En 2010-11, les Martlets se reprennent et remportent tous les titres québécois et canadiens. L'équipe est de nouveau championne universitaire du Canada. Ce Couronnement met un terme à une fabuleuse saison qui a cumulé une fiche parfaite de 33 victoires et aucune défaite.Avec ce troisième championnat canadien en 4 ans, les Martlets deviennent l'équipe sportive la plus couronnée dans l'histoire de l'université McGill (hommes et femmes confondus ).
Lors de la saison 2011-12 les Martlets terminent au premier rang québécois et se qualifient pour le Championnat universitaire canadien de hockey sur glace féminin. Elles y remportent une médaille de bronze.

## Martlets notables

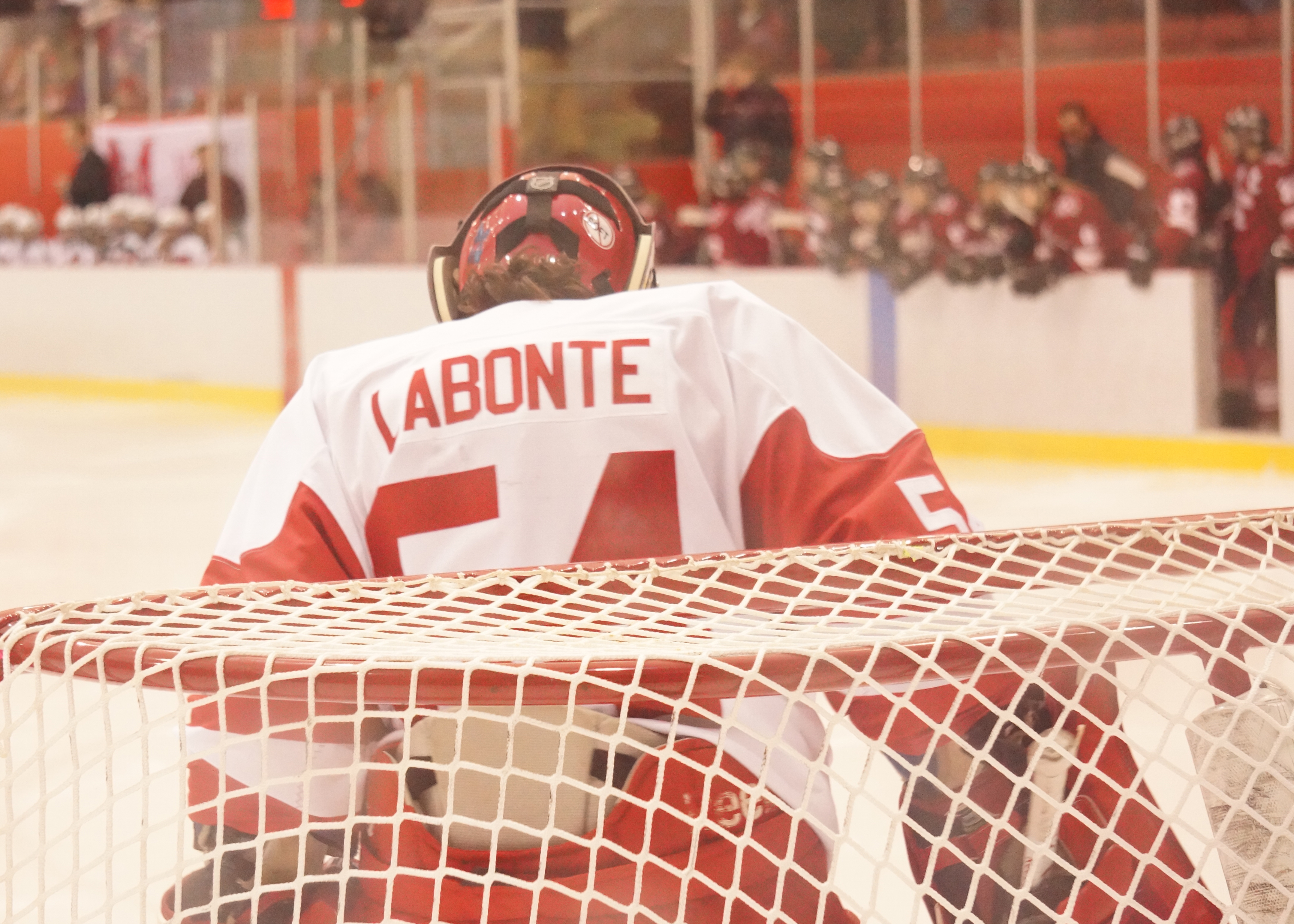
Charline Labonté est également membre de l'Équipe du Canada de hockey sur glace féminin

Plusieurs anciennes Martlets de McGill s'illustrent dans le monde du hockey professionnel entre autres Kim St-Pierre, Catherine Ward, Charline Labonté, Vanessa Davidson, Rebecca Martindale, Carly Hill, Alyssa Cecere, Shauna Denis.